# Петрос (футболист)
Петрос Матеус дос Сантос Араужо (порт.-браз. Petros Matheus dos Santos Araújo; род. 29 мая 1989[…], Жуазейру, Баия), более известный как Петрос (англ. Petros) — бразильский футболист, выступающий за саудовский клуб «Аль-Фатех» преимущественно на позиции центрального полузащитника.

## Клубная карьера
Петрос, родившийся в городе Жуазейру (штат Баия), занимался футболом в клубе «Витория». Играть на взрослом уровне он начал, будучи отданным в аренду в 2008 году, в команде «Демократа» из города Сети-Лагоас. Потом поиграв недолгое время за клуб «Рио-Бранко», 29 декабря 2009 года Петрос подписал контракт с «Флуминенсе» из Фейра-ди-Сантаны.
В январе 2012 года Петрос стал игроком «Жуазейренсе», но всего через несколько дней после этого он подписал контракт с клубом «Боа». Это позволил ему сделать один из пунктов в его контракте, разрешавший свободный переход в команду Серии А или B. 29 мая Петрос дебютировал на профессиональном уровне, выйдя на замену после перерыва в домашнем победном (2:1) матче с «Атлетико Паранаэнсе».
10 июля 2012 года Петрос забил свой первый гол на профессиональном уровне, отметившись последним голом своей команды в выездной проигрышной (3:4) игре с «Крисиумой». Сезон 2012 года он завершил с 31 матчами и четырьмя голами в Серии B, а его команда едва избежала вылета.
17 декабря 2013 года Петрос подписал контракт с командой «Пенаполенсе».
5 апреля 2014 года, после того как Петрос произвёл впечатление своей игрой за «Пенаполенсе» в Лиге Паулиста, он на правах годовой арендой с возможностью выкупа перешёл в «Коринтианс».
22 июня 2015 года Петрос подписал четырёхлетний контракт с «Бетисом», только что вернувшимся в испанскую Ла Лигу, за, по слухам, 1,5 миллиона евро. О трансфере было официально объявлено через три дня после подписания.
29 августа Петрос дебютировал за испанскую команду, заменив Альфреда Н’Диая в выездном проигрышном (0:5) матче с мадридским «Реалом». 24 сентября он забил свой первый гол за «Бетис», отметившись в домашнем поединке против «Депортиво Ла-Корунья», завершившемся поражением его команды со счётом 1:2.
21 июня 2017 года «Бетис» принял предложение «Сан-Паулу» по Петросу. Сан-Паулу выкупил 50 % прав на Петроса, и тот должен был приехать в Бразилию для подписания контракта 26 июня. 29 июня Петрос был представлен клубом. Футболист заявил, что переживает лучший момент в своей карьере. В «Сан-Паулу» ему достался номер 6.
27 июня 2018 года Петрос подписал контракт с саудовским клубом «Аль-Наср», за который отыграл следующие три сезона. С начала 2022 года бразильский полузащитник представляет другой саудовский клуб «Аль-Фатех».

## Достижения
Коринтианс
- Чемпион Бразилии: 2015

Аль-Наср
- Чемпион Саудовской Аравии: 2018/2019